# Грибово (Пушкинский район)
Грибово — деревня в Пушкинском районе Московской области России, входит в состав сельского поселения Царёвское. Население — 8 чел. (2010).

## География
Расположена на севере Московской области, в юго-восточной части Пушкинского района, на Московском малом кольце А107, примерно в 8 км к востоку от центра города Пушкино и 20 км от Московской кольцевой автодороги, у границы с Щёлковским районом.
В деревне две улицы — Ольховская и Плещеево, приписано три садоводческих товарищества.
В 5 км к западу — Ярославское шоссе М8, в 8 км к западу проходит линия Ярославского направления Московской железной дороги. Ближайшие населённые пункты — деревня Невзорово, сёла Комягино и Левково.

## Население
| 1859 | 1890 | 1899 | 1926 | 2002 | 2006 | 2010 |
| ---- | ---- | ---- | ---- | ---- | ---- | ---- |
| 115  | ↘104 | ↗117 | ↗133 | ↘11  | ↗12  | ↘8   |

## История
В «Списке населённых мест» 1862 года указаны два селения 1-го стана Дмитровского уезда Московской губернии по левую сторону Московско-Ярославского шоссе (из Ярославля в Москву):
- Грибово верхнее — владельческое сельцо в 53 верстах от уездного города и 34 верстах от становой квартиры, при пруде, с 12 дворами и 68 жителями (32 мужчины, 36 женщин);
- Грибово нижнее — владельческая деревня в 52 верстах от уездного города и 33 верстах от становой квартиры, при пруде, с 8 дворами и 47 жителями (20 мужчин, 27 женщин)[10].

По данным на 1899 год — деревни Богословской волости Дмитровского уезда с 66 и 51 жителем соответственно.
В 1913 году в Верхнем Грибове значится 11 дворов, в Нижнем Грибове — 9 дворов.
По материалам Всесоюзной переписи населения 1926 года Грибово — деревня Левковского сельсовета Пушкинской волости Московского уезда Московской губернии в 1,5 км от Царёвского шоссе и 8 км от станции Братовщина Северной железной дороги, проживало 133 жителя (58 мужчин, 75 женщин), насчитывалось 29 хозяйств, из которых 27 крестьянских.
С 1929 года — населённый пункт в составе Пушкинского района Московского округа Московской области. Постановлением ЦИК и СНК от 23 июля 1930 года округа как административно-территориальные единицы были ликвидированы.
Административная принадлежность
1929—1957 гг. — деревня Жуковского сельсовета Пушкинского района.
1957—1960 гг. — деревня Жуковского сельсовета Мытищинского района.
1960—1962 гг. — деревня Жуковского (до 20.08.1960) и Пушкинского сельсоветов Калининградского района.
1962—1963, 1965—1994 гг. — деревня Пушкинского сельсовета Пушкинского района.
1963—1965 гг. — деревня Пушкинского сельсовета Мытищинского укрупнённого сельского района.
1994—2003 гг. — деревня Пушкинского сельского округа Пушкинского района.
2003—2006 гг. — деревня Царёвского сельского округа Пушкинского района.
С 2006 года — деревня сельского поселения Царёвское Пушкинского муниципального района Московской области.

## Достопримечательности
- Кубическая кирпичная часовня Илии Пророка 1860 года постройки[17], является памятником архитектуры регионального значения —  Объект культурного наследия № 5000002497№ 5000002497.

## Комментарии
1. ↑  В таблице раздела «Население» за 1859, 1890 и 1899 гг. указаны суммарные значения численности жителей обеих деревень.